# Jan Boer (cultureel ondernemer)
Jan Boer (Wilnis, 13 november 1944 – Leiden, 9 februari 2014) was een cultureel ondernemer. Hij was oprichter, fractievoorzitter en later raadslid van de Stadspartij Leiden Ontzet (SLO) en eigenaar van de bioscopen Trianon en Kijkhuis. 

## Levensloop
Jan Boer is in 1944 geboren in Wilnis. Zijn ouders verhuisden naar Leiden, waar zijn vader werkzaam was bij de brandweer. Boer groeide op in de Leidse wijk De Kooi. Hij ging naar de lagere school in de Oosterstraat en daarna naar de Mulo, waarna hij een baan kreeg als tijdschrijver bij de Koninklijke Nederlandsche Grofsmederij. Na ook nog werkzaam te zijn geweest bij Sikkens in Sassenheim als assistent-boekhouder ging hij zich fulltime bezighouden met politieke en culturele activiteiten in Leiden.
Boer nam in de jaren zestig het initiatief voor het Comité Leefbaar Leiden, wat leidde tot het Kreatief Sentrum en later tot de oprichting van het Leids Vrijetijds Centrum (LVC). In 2005 richtte hij de stadspartij Leidens Ontzet op.
Al eerder was Boer een sociaal en politiek gedreven café begonnen, 't Praethuys, waarna hij ook arthousefilms ging vertonen in Het Kijkhuis. In 1994 nam hij de bioscoop Trianon in de Breestraat over, die hij renoveerde. In 2008 nam hij ook de exploitatie op zich van bioscoop Lido-Studio aan de Steenstraat. Hij wist daarmee hun dreigende faillissement te voorkomen. Nadat bioscoop Luxor in 2009 werd omgebouwd tot restaurant was Boer de enig overgebleven bioscoopexploitant in Leiden.
In de gemeenteraadsvergadering van 13 februari 2014 sprak burgemeester Henri Lenferink een 'in memoriam' uit waarin hij stilstond bij de betekenis van Jan Boer voor de stad Leiden.